# Inger Aufles
Inger Aufles, född 29 maj 1941, är en norsk tidigare längdskidåkare som tävlade under 1960- och 1970-talen. Hennes främsta merit är hennes OS-guld på 3 x 5 kilometer vid Grenoble 1968.